# Ungarra
Ungarra is een plaats in de Australische deelstaat Zuid-Australië en telt 117 inwoners.